# Мазалке Халу
Мазалке Халу (хин. Mazalk̇e Xolu; 1879, Хыналыг — Республика Дагестан) — хиналугский абрек, ставший символом сопротивления против советской власти в начале XX века. Национальный герой хиналугского народа.

## Биография
Родился в 1879 году в селении Хыналыг Бакинской губернии. По национальности — хиналугец.
События 1917 года, начало Гражданской войны в России вызвали негодования у Мазалке Халу. Неприязнь к новому политическому строю усилилась, когда 24 января 1921 года была объявлена государственная граница между Дагестаном и Азербайджаном. Это решение вызвало стремление хиналугского народа объединиться с Дагестаном, и Мазалке Халу стал символом этого сопротивления, показав мужество и отвагу. Он совершил смелый поступок, убив 14 азербайджанских пограничников, выразив протест против разделения своих земель.
После этого Мазалке Халу скрылся в горах Дагестана, и его дальнейшая судьба остаётся неизвестной; не ясны дата и причина его смерти.

## Память
В настоящее время память о Мазалке Халу живёт среди жителей Хыналыга. Портрет с его изображением висит в историко-этнографическом музее села Хыналыг, а местные поэты посвящают ему стихи.